# Quand'ero piccola/Io innamorata
Quand'ero piccola/Io innamorata è il 90° singolo di Mina, pubblicato a inizio ottobre 1968 su vinile a 45 giri dall'etichetta privata dell'artista PDU e distribuito dalla Durium.

## Il disco
Le due canzoni faranno parte anche dell'LP Canzonissima '68, album-raccolta in cui confluiscono molti dei brani pubblicati quell'anno su 45 giri e presentati nel corso delle varie puntate dello spettacolo televisivo Canzonissima, condotta da Mina insieme a Walter Chiari e Paolo Panelli.
Singolo esistente anche in versione promozionale (stesso numero di catalogo), di cui è vietata la vendita.
Nei brani gli arrangiatori dirigono le rispettive orchestre.

## Quand'ero piccola
Fa parte della colonna sonora del film di Emilio P. Miraglia A qualsiasi prezzo (Vatican Story), ed è stato registrato fra il 1º e il 2 ottobre 1968 nella stessa sessione in cui vennero incisi altri 45 giri pubblicati poco dopo.
Mina presenta la canzone due volte a Canzonissima: nell'ottava puntata (16 novembre 1968) e, a grande richiesta, anche nella finalissima del 6 gennaio 1969. Il video della prima delle sue esibizioni si trova nel DVD Gli anni Rai 1968 Vol. 3, inserito in un cofanetto monografico di 10 volumi pubblicato da Rai Trade e GSU nel 2008.
Due anni dopo, la inserisce nel primo LP della serie Del mio meglio.
Successivamente, Mina la ricanterà ancora, durante la terza puntata di Teatro 10 (25 marzo 1972) come brano di uno dei suoi famosi medley televisivi. Il video di questa fantasia di canzoni è presente in Gli anni Rai 1968-1972 Vol. 2, il solo audio sul CD I miei preferiti (Gli anni Rai) del 2014.
Il pezzo è stato utilizzato in uno dei tanti spot pubblicitari per la Barilla girati quell'anno e diretto da Antonello Falqui.
La versione in inglese (testo di Norman Newell), che conserva il titolo in italiano ed è stata incisa nel 1969, è rimasta inedita fino al 2011, quando è comparsa nella raccolta I Am Mina della EMI.

## Io innamorata
Proposto nella quinta puntata di Canzonissima del 26 ottobre 1968 (nel DVD Gli anni Rai 1968 Vol. 4), verrà scelto l'anno successivo come brano d'apertura della raccolta Incontro con Mina.
Anche in questo caso la versione in inglese registrata nel 1970, che conserva il titolo in italiano, ha stesso autore del testo (Norman Newell) e identico album di pubblicazione I Am Mina, è rimasta inedita fino al 2011. Mentre quella in francese Moi je te regarde (testo di Eddy Marnay) è stata pubblicata su singolo nel 1969 e nella raccolta Je suis Mina nel 2011.

## Tracce
Lato A
1. Quand'ero piccola – 2:52 (testo: Franco Migliacci – musica: Luis Enríquez Bacalov, Bruno Zambrini; edizioni musicali General)

Lato B
1. Io innamorata – 2:57 (testo: Giorgio Calabrese – musica: Augusto Martelli; edizioni musicali Astra)